# ملودی‌فستیوالن
ملودی‌فستیوالن (به سوئدی: Melodifestivalen) به معنی لغوی جشنواره ملودی مسابقه‌ای سالانه است که توسط تلویزیون سوئد (SVT) و رادیوی سوئد (SR) برگزار و برندهٔ آن به عنوان نمایندهٔ سوئد در مسابقه آواز یوروویژن معرفی می‌شود. این مسابقه از سال ۱۹۵۹ تاکنون تقریباً هر سال برگزار شده و از سال ۲۰۰۰ تا ۲۰۱۳ برای ۱۴ سال متوالی پربیننده‌ترین برنامهٔ تلویزیونی در سوئد بوده است. 
از ابتدای برگزاری مسابقه ملودی‌فستیوالن تا سال ۱۹۹۸ برنده مسابقه توسط هیئتی از داوران انتخاب می‌شد. اما از سال ۱۹۹۹ به بعد رای داوران در کنار رای تلفنی عمومی با وزنی برابر، برنده را تعیین می‌کند. از سال ۲۰۰۲ با ایجاد مرحلهٔ نیمه‌نهایی، تعداد شرکت‌کنندگان در مسابقه از حدود ۱۲ به ۳۲ آهنگ افزایش یافته است. 
برندگان این مسابقه تاکنون شش بار برندهٔ مسابقه آواز یوروویژن شده‌اند و در مجموع ۲۴ بار در بین پنج آهنگ برتر قرار گرفته‌اند.